# Parafia św. Teresy od Dzieciątka Jezus w Otwocku
Parafia Świętej Teresy od Dzieciątka Jezus w Świdrze-Otwocku – parafia rzymskokatolicka należąca do dekanatu Otwock-Kresy, diecezji warszawsko-praskiej, metropolii warszawskiej Kościoła katolickiego. Od 2017 z tytułem sanktuarium.

## Historia
Powstała w 1950 z podziału parafii św. Wincentego a Paulo w Otwocku. Kościół parafialny wybudowany w latach 80. XX wieku. Mieści się przy ulicy Kołłątaja. Jest obsługiwana przez Misjonarzy Świętej Rodziny. Na terenie parafii mieści się dom zakonny, Prowincjalny Referat Misji Zagranicznych, Zespół Szkół Katolickich im. Świętej Rodziny a w pobliżu parafii znajduje się Siedziba Ekipy Rekolekcyjno-Misyjnej.  
W 2017 kościół parafialny został podniesiony do rangi Sanktuarium Świętej Teresy od Dzieciątka Jezus.
5 sierpnia każdego roku wyrusza z parafii Świderska Pielgrzymka Piesza na Jasną Górę. 

## Prowincjalny Referat Misji Zagranicznych MSF
- ks. Wojciech Walczyna MSF – Oficjał Prowincjalny ds. Misji Zagranicznych MSF[2]

Referat Misji Zagranicznych MSF – ul. Kołłątaja 80/82, 05-402 Otwock-Świder

## Świderska Pielgrzymka Piesza MSF (10 żółta i 10 biało-żółta WPP)
Grupa Misjonarzy Św. Rodziny istnieje od 1981 roku, wyłoniła się z grupy 10 biało-czerwonej. Przyjęła nazwę: Rodzina Rodzin Misjonarzy Świętej Rodziny. Grupa od 1993 roku wychodzi ze Świdra już 5 sierpnia zmierza ku Jasnej Górze.

## Siedziba Ekipy Rekolekcyjno-Misyjnej
- ks. Bogusław Jaworowski: MSF – dyrektor ekipy

Siedziba – ul. Mickiewicza 9, 05-402 Otwock-Świder  

## Zespół Szkół Katolickich im. Świętej Rodziny w Świdrze-Otwocku
Początki powstania Społecznej Szkoły Podstawowej nr 96, a potem także Gimnazjum nr 1 w Otwocku-Świdrze przy parafii p.w. Świętej Teresy od Dzieciątka Jezus sięgają 1990 roku, w którym to, za zgodą ówczesnych władz zakonnych w budynkach parafialnych i zakonnych Misjonarzy Świętej Rodziny, otwarto szkołę podstawową. Społeczna Szkoła Podstawowa nr 96 w Otwocku-Świdrze pod taką właśnie nazwą została zarejestrowana w 1995 roku. 
Od 1999 do 2019 działało także Gimnazjum nr 1, które za swoją patronkę obrało również Świętą Rodzinę. 

### Dyrekcja szkoły
Źródło: oficjalna strona szkoły
- ks. Sebastian Sobkowiak MSF – prefekt szkoły
- mgr Katarzyna Pielak – dyrektor szkoły